# Gignese
Gignese (piemontiul: Gignés) település Olaszországban. Lakosainak száma 1061 fő (2023. január 1.). Gignese Brovello-Carpugnino, Stresa, Omegna és Armeno községekkel határos.

## Népesség
A település népességének változása:
| Lakosok száma | 993  | 1008 | 1061 |
|               | 2017 | 2018 | 2023 |